# Günther Bugge
Pour les articles homonymes, voir Bugge.
Friedrich Detlef Günther Bugge (né le 23 juillet 1885 à Godesberg et mort le 15 décembre 1944 à Constance) est un chimiste et historien de la chimie allemand.

## Biographie
Bugge obtient son doctorat en chimie de l'Université de Munich en 1908 ("Composés de sels métalliques avec des nitriles et des isonitriles") et est ensuite assistant à Munich, Berlin et Dantzig. En 1912, il est chimiste à l'usine chimique von Heyden (de) de Radebeul. À partir de 1913, il est à l'Académie des mines de Clausthal et est rédacteur en chef de la Zeitschrift für Angewandte Chemie. À partir de 1918, il dirige la bibliothèque et le département des brevets de Holzverkohlungs-Industrie AG à Constance.
Il devient connu comme l'éditeur d'une collection en deux volumes de biographies de chimistes. Les volumes sont réimprimés en 1956 et à plusieurs reprises, mais le contenu n'est pas révisé, de sorte que l'ouvrage est déjà partiellement obsolète lors de la réédition de 1956. Parmi les contributeurs, on trouve Julius Ruska (sur Zosime de Panopolis), Ernst Darmstaedter (de) (sur Pseudo-Geber), Eduard Farber (de), Georg Lockemann, Paul Walden, Wilhelm Ostwald (sur Michael Faraday, entre autres), Richard Willstätter (sur Adolf von Baeyer), Max Bloch (de), Ernst Julius Cohen (de) (sur Jacobus Henricus van 't Hoff) et Otto Brunck (de) (sur Clemens Winkler). Ils sont rejoints par Emil Fischer (sur Max Bergmann), Paul Ehrlich et Svante Arrhenius. Entre autres choses, Bugge écrit l'article sur Martin Heinrich Klaproth. Des informations biographiques sur de nombreux autres chimistes peuvent être trouvées dans les notes de bas de page.
En 1933, il devient vice-président du groupe spécialisé pour l'histoire de la chimie au VDCh (de).
En 1932, sous le pseudonyme de Philotechnicus, il publie un appel pour une association internationale de techniciens, qui est considérée comme l'une des origines du terme de technocratie,. Bien que le mouvement ait été interdit par les autorités nazies en 1933, l'idée d'une technocratie ostensiblement apolitique est restée répandue et s'est accommodée des idées des cercles influents du régime national-socialiste.
Il écrit une biographie de l'alchimiste Leonhard Thurneisser. Il traduit La Nouvelle Atlantide de Francis Bacon (réédité par J. Klein en 1988).

## Travaux
- Éditeur : Das Buch der Großen Chemiker, Berlin : Verlag Chemie, 2 volumes, 1929, 1930, réimpression Verlag Chemie 1956, 1974
  - Au total, 68 biographies sont incluses. Tome 1 : De Zosimos à Schönbein (496 p.)[6], il contient les biographies de : Zosime de Panopolis, Albert le Grand, Raymond Lulle, Dschābir ibn Hayyān, Pseudo-Geber, Roger Bacon, Paracelse, Andreas Libavius, Vannoccio Biringuccio, Georgius Agricola, Pseudo-Basile Valentin, Jean-Baptiste Van Helmont, Robert Boyle, Johann Rudolf Glauber, Herman Boerhaave, Georg Ernst Stahl, Carl Wilhelm Scheele, Andreas Sigismund Marggraf, Antoine Lavoisier, Jeremias Benjamin Richter, Joseph Black, Henry Cavendish, Joseph Priestley, John Dalton, Humphry Davy, Michael Faraday, Jöns Jacob Berzelius, Joseph Louis Gay-Lussac, Claude-Louis Berthollet, Nicolas Leblanc, Étienne-François Geoffroy, Joseph Louis Proust, Antoine-François Fourcroy, Nicolas-Louis Vauquelin, Louis Jacques Thénard, Martin Heinrich Klaproth, Eilhard Mitscherlich et Christian Schönbein
  - Tome 2 : De Liebig à Arrhenius (558 p.), il contient les biographies de : Justus Liebig, Friedrich Wöhler, Jean-Baptiste Dumas, Thomas Graham, Robert Bunsen, Charles Gerhardt, Auguste Laurent, Charles Adolphe Wurtz, Hermann Kolbe, August Wilhelm von Hofmann, Louis Pasteur, Stanislao Cannizzaro, Marcelin Berthelot, Friedrich Kekulé von Stradonitz, Peter Grieß (de), Julius Lothar Meyer, Dmitri Mendeleïev, William Ramsay, William Crookes, Heinrich Caro, Adolph Frank, Adolf von Baeyer, Clemens Winkler, Georg Lunge (de), Heinrich von Brunck, Jacobus Henricus van 't Hoff, Victor Meyer, Emil Fischer, Paul Ehrlich et Svante Arrhenius.
  - Les auteurs, dont certains comptent parmi les principaux historiens de la chimie et chimistes de l'époque, sont (avec les articles biographiques qu'ils écrivent entre parenthèses) : Julius Ruska (Zosime, Dschabir/Geber, Pseudo-Geber), Franz Strunz (de) (Roger Bacon, Albert le Grand, Raymundus Lullus, Paracelsus, van Helmont), Wilhelm Ostwald (Richter, Dalton, Davy, Faraday), Eduard Farber (de) (Boyle, Berthollet, Proust, Berthelot, Schönbein), Otto Johannsen (de) (Biringuccio), Henrik Gustaf Söderbaum (de) (Berzelius), Felix Fritz (Basilius Valentinus), Rudolf Winderlich (de) (Liebig, Wöhler, Kekulé), Ferdinand Henrich (Dumas, Victor Meyer), Max Speter (de) (Boerhaave, Geoffroy l'Ancien, Marggraf, Black, Lavoisier, Graham, Cannizzaro avec B. Lino Vanzetti ), Otto Fuchs (Bunsen), Max Bloch (de) (Leblanc, Fourcroy et Vauquelin, Gay-Lussac et Thenard, Gerhardt, Laurent), Günther Bugge (Klaproth, Mitscherlich, Wurtz), Georg Lockemann (Cavendish, Priestley, Scheele, Kolbe), Bernhard Lepsius (August Wilhelm von Hofmann), Richard Koch (de) (Stahl, Pasteur, Paul Ehrlich), Hermann Großmann (de) (Peter Grieß, Adolph Frank, Heinrich von Brunck), Paul Walden (Glauber, Lothar Meyer, Mendelejew, Ramsay), Karl Przibram (de) (Crookes), Ernst Darmstaedter (de) (Agricola, Heinrich Caro, Libavius), Richard Willstätter (Adolf von Baeyer), Otto Brunck (de) (Clemens Winkler), Emil Bosshard (de) (Georg Lung), Ernst Julius Cohen (de) (Van t'Hoff), Max Bergmann (Emil Fischer), Wilhelm Palmaer (Arrhenius)
- Der Alchimist. Die Geschichte Leonhard Thurneyssers, des Goldmachers von Berlin, Berlin: Wilhelm Limpert Verlag, 1939, 1944
- Schieß- und Sprengstoffe und die Männer, die sie schufen, Stuttgart : Franckh'sche Verlagshandlung, 1942